# Temporada 2023 de Fórmula Winter Series
La temporada 2023 de Fórmula Winter Series fue la primera edición de dicha competición. Comenzó el 10 de febrero en Jerez y finalizó el 12 de marzo en Barcelona-Cataluña.

## Equipos y pilotos
| Equipos            | N.º | Piloto               | Estado | Rondas |
| ------------------ | --- | -------------------- | ------ | ------ |
| AS Motorsport      | 5   | Alvise Rodella       | N      | 1-2    |
| AS Motorsport      | 62  | Luca Roth            | N      | 1      |
| Campos Racing      | 6   | Maite Cáceres        |        | 2, 4   |
| Campos Racing      | 7   | Matteo De Palo       | N      | 2      |
| Campos Racing      | 10  | Lola Lovinfosse      |        | 4      |
| Campos Racing      | 32  | Nerea Martí          |        | 2, 4   |
| AKM Motorsport     | 11  | Carl Bennett         |        | 1-2    |
| AKM Motorsport     | 19  | Tina Hausmann        | N      | 1-2    |
| US Racing          | 12  | Gianmarco Pradel     | N      | Todas  |
| US Racing          | 14  | Frederik Lund        |        | Todas  |
| US Racing          | 20  | Zachary David        |        | 4      |
| US Racing          | 31  | Akshay Bohra         |        | 4      |
| US Racing          | 37  | Kacper Sztuka        |        | 1-3    |
| US Racing          | 66  | Ruiqi Liu            |        | Todas  |
| Phynsis by Argenti | 17  | Patrick Heuzenroeder | N      | 2      |
| Phynsis by Argenti | 26  | Isaac Barashi        | N      | 2      |
| Phynsis by Argenti | 77  | Jaden Pariat         | N      | 2      |
| Jenzer Motorsport  | 26  | Kim Hwarang          |        | 3-4    |
| Jenzer Motorsport  | 27  | Ethan Ischer         |        | 3-4    |
| Jenzer Motorsport  | 28  | Reno Francot         | N      | 4      |
| Drivex             | 4   | Juan Cota            | N      | 1-2    |
| Drivex             | 69  | Maximiliano Restrepo | N      | 1-2    |
| GRS Team           | 88  | Amna Al Qubaisi      |        | 4      |

| Icono | Estado |
| ----- | ------ |
| N     | Novato |

## Calendario
El calendario se presentó el 20 de septiembre de 2022.
| Ronda | Ronda | Circuito                                 | Fecha            |
| ----- | ----- | ---------------------------------------- | ---------------- |
| 1     | C1    | Circuito de Jerez, Jerez de la Frontera  | 10-12 de febrero |
| 1     | C2    | Circuito de Jerez, Jerez de la Frontera  | 10-12 de febrero |
| 2     | C1    | Circuito Ricardo Tormo, Cheste           | 17-19 de febrero |
| 2     | C2    | Circuito Ricardo Tormo, Cheste           | 17-19 de febrero |
| 3     | C1    | Circuito de Navarra, Los Arcos           | 3-5 de marzo     |
| 3     | C2    | Circuito de Navarra, Los Arcos           | 3-5 de marzo     |
| 4     | C1    | Circuito de Barcelona-Cataluña, Montmeló | 10-12 de marzo   |
| 4     | C2    | Circuito de Barcelona-Cataluña, Montmeló | 10-12 de marzo   |

## Resultados
| Ronda | Ronda | Ronda                | Pole Position    | Vuelta rápida | Piloto ganador | Equipo ganador | Novato ganador   |
| ----- | ----- | -------------------- | ---------------- | ------------- | -------------- | -------------- | ---------------- |
| 1     | C1    | Jerez de la Frontera | Kacper Sztuka    | Ruiqi Liu     | Kacper Sztuka  | US Racing      | Gianmarco Pradel |
| 1     | C2    | Jerez de la Frontera | Kacper Sztuka    | Frederik Lund | Kacper Sztuka  | US Racing      | Tina Hausmann    |
| 2     | C1    | Valencia             | Matteo De Palo   | Kacper Sztuka | Matteo De Palo | Campos Racing  | Matteo De Palo   |
| 2     | C2    | Valencia             | Matteo De Palo   | Kacper Sztuka | Kacper Sztuka  | US Racing      | Gianmarco Pradel |
| 3     | C1    | Navarra              | Kacper Sztuka    | Kacper Sztuka | Kacper Sztuka  | US Racing      | Gianmarco Pradel |
| 3     | C2    | Navarra              | Kacper Sztuka    | Kacper Sztuka | Kacper Sztuka  | US Racing      | Gianmarco Pradel |
| 4     | C1    | Barcelona            | Gianmarco Pradel | Zachary David | Zachary David  | US Racing      | Gianmarco Pradel |
| 4     | C2    | Barcelona            | Zachary David    | Zachary David | Zachary David  | US Racing      | Gianmarco Pradel |

## Clasificaciones

### Sistema de puntuación
| Posición | 1.º | 2.º | 3.º | 4.º | 5.º | 6.º | 7.º | 8.º | 9.º | 10.º | Pole | VR |
| Puntos   | 25  | 18  | 15  | 12  | 10  | 8   | 6   | 4   | 2   | 1    | 1    | 1  |

### Campeonato de Pilotos
| Pos. | Piloto               | JER | JER | VAL | VAL | NAV | NAV | BAR | BAR | Puntos |
| ---- | -------------------- | --- | --- | --- | --- | --- | --- | --- | --- | ------ |
| 1    | Kacper Sztuka        | 1   | 1   | 2   | 1   | 1   | 1   |     |     | 151    |
| 2    | Gianmarco Pradel     | 3   | 5   | 4   | 3   | 3   | 3   | 2   | 3   | 116    |
| 3    | Frederik Lund        | 2   | 4   | 3   | 2   | 2   | Ret | 4   | 4   | 106    |
| 4    | Ruiqi Liu            | 6   | 2   | 5   | 6   | 6   | 2   | 3   | 5   | 96     |
| 5    | Zachary David        |     |     |     |     |     |     | 1   | 1   | 53     |
| 6    | Matteo De Palo       |     |     | 1   | 5   |     |     |     |     | 37     |
| 7    | Kim Hwarang          |     |     |     |     | 4   | 4   | 7   | 7   | 36     |
| 8    | Juan Cota            | 5   | 6   | 7   | 4   |     |     |     |     | 36     |
| 9    | Akshay Bohra         |     |     |     |     |     |     | 5   | 2   | 28     |
| 10   | Tina Hausmann        | 4   | 3   | 15† | Ret |     |     |     |     | 27     |
| 11   | Ethan Ischer         |     |     |     |     | 5   | Ret | 6   | 6   | 26     |
| 12   | Alvise Rodella       | 9   | 7   | 8   | 8   |     |     |     |     | 16     |
| 13   | Carl Bennett         | 7   | 8   | 9   | Ret |     |     |     |     | 12     |
| 14   | Nerea Martí          |     |     | 6   | 10  |     |     |     |     | 9      |
| 15   | Maite Cáceres        |     |     | 10  | 9   |     |     | 8   | 9†  | 9      |
| 16   | Jaden Pariat         |     |     | 14  | 7   |     |     |     |     | 6      |
| 17   | Maximiliano Restrepo | 8   | 9   | 11  | 13† |     |     |     |     | 6      |
| 18   | Lola Lovinfosse      |     |     |     |     |     |     | Ret | 8   | 4      |
| 19   | Patrick Heuzenroeder |     |     | 13  | 11  |     |     |     |     | 0      |
| 20   | Isaac Barashi        |     |     | 12  | 12† |     |     |     |     | 0      |
| –    | Amna Al Qubaisi      |     |     |     |     |     |     | Ret | DSQ | –      |
| –    | Luca Roth            | WD  | WD  |     |     |     |     |     |     | –      |
| –    | Reno Francot         |     |     |     |     |     |     | WD  | WD  | –      |
| Pos. | Piloto               | JER | JER | VAL | VAL | NAV | NAV | BAR | BAR | Puntos |

| Color     | Resultado                                                               |
| --------- | ----------------------------------------------------------------------- |
| Oro       | Ganador                                                                 |
| Plata     | 2.ª plaza                                                               |
| Bronce    | 3.ª plaza                                                               |
| Verde     | Finalizó en los puntos                                                  |
| Azul      | Finalizó sin puntos                                                     |
| Azul      | NC - No clasificado                                                     |
| Violeta   | Ret - No terminó (Carrera)                                              |
| Rojo      | DNQ - No se clasificó                                                   |
| Negro     | DSQ - Descalificado                                                     |
| Blanco    | DNS - No empezó (carrera)                                               |
| Blanco    | WD - Retirado (fin de semana)                                           |
| Blanco    | C - Carrera cancelada                                                   |
| Sin color | DNP - Inscrito pero no participó                                        |
| Sin color | INJ - Lesionado                                                         |
| Sin color | EX - Excluido                                                           |
| Estado    | Resultado                                                               |
| Negrita   | Pole position                                                           |
| Cursiva   | Vuelta rápida                                                           |
| †         | Abandona, pero clasifica al completar el porcentaje requerido para ello |